# Bleptina zentium
Bleptina zentium là một loài bướm đêm trong họ Noctuidae.